# 久我秀樹
久我 秀樹（くが ひでき、1960年8月17日 - ）は、日本の写真家、
久我写真事務所・久我スタジオプロダクション代表。公益社団法人日本広告写真家協会正会員。佐賀インターナショナルバルーンフェスタ公式フォトグラファー。

## 来歴
佐賀県鹿島市出身。中学生の頃より写真に興味を持ち、撮影や現像に熱中する。佐賀県立佐賀西高等学校2年生の時、文化祭発表用にコメディ短編映画「ドキュメント陸上部」を8ミリフィルムで撮影。
1980年、日本大学芸術学部写真学科に進学。1981年、キヤノンヤングヤングフォトコンテスト入選。在学中に写真同人誌「Le Vent」の編集に参加する。1983年『カメラ毎日』3月号に「金の町・鴻之舞」を発表した。同年、日本大学を卒業する。
佐賀広告センター入社後は、広告写真、ビデオ映像制作、クリエイティブディレクター、プランナー、コピーライターなどを務める。
1986年、1988年、日本広告写真家協会展入選。
1990年、社団法人日本広告写真家協会正会員となる。1995年9月、フリーとなり、佐賀市鍋島に「久我写真事務所」を創業する。
2000年、佐賀新聞日曜版に全15段カラーで「フォトエッセー 港を歩く」を26回連載した。

## 写真展
- 2007年『久我秀樹 ギリシャを撮る』佐賀県立美術館[4]
- 2016年『絶景佐賀』ゆめぷらっと小城[5]
- 2020年『小城展』ゆめぷらっと小城[6]
- 2020年『絶景佐賀VOL.2』佐賀県立美術館[7]

## 写真集
- 2002年『YURIKA 2002』
- 2004年『GARDEN FANTASIA』
- 2007年『神戸 2007』
- 2010年『borderline』
- 2013年『スタートライン』
- 2013年『14歳の時間のかけら』
- 2016年『絶景佐賀』
- 2018年『十歳の時間』
- 2018年『りのん十歳の春』
- 2018年『池島・母の故郷へ【序章】』
- 2018年『LuCifeR REN』
- 2018年『LuCifeR CREA』
- 2019年『choco～念図写真集　夢現-mugen-』
- 2020年『WIND DREAM』
- 2021年『現実感51％の世界』
- 2022年『母の故郷・池島への旅』